# Victor Miroslav Fic
Victor Miroslav Fic (ur. 5 stycznia 1922 w miejscowości Dambořice na południowych Morawach, zm. 2 lutego 2005 w St. Catharines) – czesko-kanadyjski politolog i orientalista, specjalista od Indii, Indonezji, Mjanmy i Singapuru.

## Życiorys
W młodości był członkiem czeskich narodowych socjalistów. 23 lutego 1948 zorganizował antykomunistyczną demonstrację, która zakończyła się wręczeniem prezydentowi Beneszowi petycji nawołującej, by nie ulegał wpływom komunistów i bronił czechosłowackiej demokracji przed KSČ. Za tę działalność został wyrzucony z Wyższej Szkoły Nauk Społecznych i Politycznych w Pradze oraz uwięziony na Pankrácu. Uciekł z więzienia i przez Niemcy wyjechał do Kanady, gdzie studiował na University of British Columbia w Vancouver (w 1950 uzyskał tam stopień bakałarza, a w 1956 magistra z dziedziny studiów politologicznych i słowiańskich).
W 1956 obronił magisterium ze stosunków międzynarodowych na Columbia University w Nowym Jorku. W tym samym roku uzyskał certyfikat i podjął pracę w Instytucie Rosyjskim, gdzie zajmował się Dalekim Wschodem, Azją Centralną i Syberią. W 1959 ukończył w Indiach podyplomowe studia z dziedziny indologii na Uniwersytecie Majsurskim. Specjalizował się w relacjach między buddyzmem a hinduizmem, jak również kwestii tzw. Wielkich Indii. Podczas pobytu w Azji wykładał na terenie stanu Gudżarat, a od 1959 na Uniwersytecie Jawaharlal Nehru, na którym w 1964 obronił doktorat z dziedziny studiów południowoazjatyckich. W latach 1961–1963 wykładał w Rangunie, a od 1963 do 1971 na Uniwersytecie Nanyang w Singapurze, gdzie był dyrektorem Katedry Politologii.
W 1968 doktoryzował się na Columbia University z dziedziny prawa międzynarodowego. Po powrocie do Kanady w 1971 został dyrektorem Katedry Politologii na Brock University w St. Catharines, gdzie założył podyplomowe studia politologiczne i azjatyckie. W 1993 został profesorem emerytowanym tego Uniwersytetu.
Stał na czele Canadian Association of Asia Studies (1974–1976) oraz Canadian Council of Southeast Asia Studies (1976–1978), a od 1971 do 1992 był dyrektorem Instytutu Kanadyjsko-Indyjskiego. Był również twórcą i pierwszym dyrektorem Centre for Canada and Asia Pacific Studies.
W 1998 został uhonorowany orderem Tomáša Masaryka.

## Wybrane publikacje
- Peaceful transition to communism in India: Strategy of the Communist Party, Bombay 1969
- Kerala, Yenan of India: rise of Communist power, 1937-1969, Bombay 1970
- The Bolsheviks and the Czechoslovak legion: The origin of their armed conflict, March-May 1918, Nowe Delhi 1978
- The collapse of American policy in Russia and Siberia, 1918: Wilson's decision not to intervene (March-October, 1918), New York 1995
- Československá strana národně sociální v exilu: nástin vývoje její organizační struktury a strategie boje za demokracii ve vlasti: 23. únor 1948-16. březen 1990, Brno 2002
- From Majapahit and Sukuh to Megawati Sukarnoputri: continuity and change in pluralism of religion, culture and politics of Indonesia from the XV to the XXI century, Nowe Delhi 2003
- Anatomy of the Jakarta coup : October 1, 1965: the collusion with China which destroyed the army command, President Sukarno and the Communist Party of Indonesia, Nowe Delhi 2004
- Československé legie v Rusku a boj za vznik Československa 1914-1918, Praha 2006